# Domaine d'Ichinoseki
Le domaine d'Ichinoseki (福島藩, Ichinoseki-han) est un fief féodal japonais de l'époque d'Edo situé dans la province de Mutsu (actuelle préfecture d'Iwate). Il était dirigé à partir du jin'ya d'Ichinoseki dans l'actuelle ville d'Ichinoseki. Bien que nominalement indépendant, il est un domaine d'une branche du clan Date du domaine de Sendai, et ses daimyōs dirigeants, ceux du clan Tamura, sont une branche des Date.

## Histoire
Le domaine d'Ichinoseki est initialement créé en 1660 pour Date Munekatsu, le dixième fils de Date Masamune, bien qu'une fortification existait déjà à Ichinoseki depuis la période Muromachi. Il est un sous-domaine du domaine de Sendai. Cependant, Data Munekatsu est une figure centrale du Date sōdō, une o-ie sōdō (dispute familiale) à propos de la succession au clan Date, et est dépossédé en 1671, et ses terres sont retournées au domaine de Sendai.
Le domaine est recréé en 1681 pour le fils de Tamura Muneyoshi, qui transfère son siège d'un autre sous-domaine de Sendai, le domaine d'Iwanuma. Le grand-père de Muneyoshi est Date Tadamune, le second fils de Date Masamune. Le clan Tamura dirige le domaine jusqu'à la restauration de Meiji. Comme raconté dans l'histoire des Chūshingura, Asano Naganori est invité à se faire seppuku alors qu'il est en résidence surveillée à la résidence d'Edo des Tamura à la suite de l'incident au Matsu no ōrōka du château d'Edo où il a dégainé son épée contre Kira Yoshinaka. Le deuxième daimyō, Tamura Takeaki, est particulièrement favorisé par le shogun Tokugawa Tsunayoshi, malgré son statut de tozama daimyō. Durant la période du Bakumatsu, un médecin d'Ichinoseki établit une école de médecine très influente à Sendai en 1822.
Durant la guerre de Boshin, Tamura Kuniyoshi mène son domaine au sein de l'Ōuetsu Reppan Dōmei, mais tout comme le domaine de Sendai, il est forcé de se rendre aux forces impériales quelques mois plus tard. En juillet 1871, avec l'abolition du système han, le domaine d'Ichinoseki devient brièvement la préfecture d'Ichinoseki qui est ensuite absorbée par la nouvelle préfecture d'Iwate. Sous le nouveau gouvernement de Meiji, lui et son fils, Tamura Takaaki, le dernier daimyō d'Ichinoseki, reçoivent le titre de vicomte (shishaku) selon le système de noblesse kazoku.

## Possessions à la fin de l'époque d'Edo
Comme la plupart des domaines japonais, Ichinoseki est composé de plusieurs territoires discontinus dont la valeur kokudaka est fondée sur une estimation périodique du potentiel agricole,.
- Province de Mutsu
  - 11 villages dans le district d'Iwai

## Liste des daimyōs
| #                              | Nom                         | Règne     | Titre de courtoisie                     | Rang de cour            | Kokudaka    | Notes                                 |
| ------------------------------ | --------------------------- | --------- | --------------------------------------- | ----------------------- | ----------- | ------------------------------------- |
| Clan Date (tozama) 1660-1671   |                             |           |                                         |                         |             |                                       |
| 1                              | Date Munekatsu (伊達宗勝)   | 1660-1671 | Hyobu-no-sho (兵部少輔)                 | 5e inférieur (従五位下) | 30 000 koku | Dépossédé                             |
| Clan Tamura (tozama) 1681-1871 |                             |           |                                         |                         |             |                                       |
| 1                              | Tamura Tateaki (田村建顕)   | 1681-1708 | Ukyo-no-daifu (右京大夫)                | 5e inférieur (従五位下) | 30 000 koku | Transféré depuis le domaine d'Iwanuma |
| 2                              | Tamura Nobuaki (田村建顕)   | 1708-1727 | Shimosa-no-kami (下総守)                | 5e inférieur (従五位下) | 30 000 koku |                                       |
| 3                              | Tamura Muraaki (田村村顕)   | 1727-1755 | Oki-no-kami ( 隠岐守)                   | 5e inférieur (従五位下) | 30 000 koku |                                       |
| 4                              | Tamura Murataka (田村村隆)  | 1755-1782 | Shimosa-no-kami (下総守)                | 5e inférieur (従五位下) | 30 000 koku |                                       |
| 5                              | Tamura Murasuke (田村村資)  | 1782-1798 | Sakyo-no-daifu (左京大夫)               | 5e inférieur (従五位下) | 30 000 koku |                                       |
| 6                              | Tamura Muneaki (田村宗顕)   | 1798-1827 | Ukyo-no-daifu (右京大夫)                | 5e inférieur (従五位下) | 30 000 koku |                                       |
| 7                              | Tamura Kuniaki (田村邦顕)   | 1828-1840 | Sakyo-no-daifu (左京大夫)               | 5e inférieur (従五位下) | 30 000 koku |                                       |
| 8                              | Tamura Kunimichi (田村邦行) | 1840-1857 | Ukyo-no-daifu (右京大夫)                | 5e inférieur (従五位下) | 30 000 koku |                                       |
| 9                              | Tamura Yukiaki (田村通顕)   | 1857-1863 | Mimasaka-no-kami (美作守) ; jijū (侍従) | 4e inférieur (従四位下) | 30 000 koku |                                       |
| 10                             | Tamura Kuniyoshi (田村邦栄) | 1863-1868 | Aucun                                   | 5e (五位下)             | 30 000 koku |                                       |
| 11                             | Tamura Takaaki (田村崇顕)   | 1868-1871 | Ukyo-no-daifu (右京大夫)                | 5e inférieur (従五位下) | 30 000 koku |                                       |